# Mónica Puig
Mónica Puig Marchán, född 27 september 1993 i Hato Rey, San Juan, Puerto Rico, är en puertoricansk tennisspelare. Hon har vunnit en titel på WTA och sex titlar på ITF under sin karriär. I juli 2016 nådde hon sin bästa ranking inom sporten när hon blev 33:a i världen. I samband med olympiska sommarspelen 2016 i Rio de Janeiro besegrade hon Angelique Kerber från Tyskland i damernas final med 6-4, 4-6, 6-1. Puig blev därmed den första kvinnliga OS-medaljören från Puerto Rico någonsin och den första OS-guldmedaljören från Puerto Rico.